# Zosterop dels Taita
El zosterop dels Taita (Zosterops silvanus) és un ocell de la família dels zosteròpids (Zosteropidae).

## Hàbitat i distribució
Habita la selva humida dels Monts Taita, al sud-est de Kenya.